# Cimetière parisien de Saint-Ouen
Ne doit pas être confondu avec Cimetière municipal de Saint-Ouen.
Le cimetière parisien de Saint-Ouen est un des cimetières parisiens extra muros. Il est situé dans la commune de Saint-Ouen-sur-Seine dans le département de la Seine-Saint-Denis.

## Historique
Sis avenue Michelet, il est constitué de deux parties : la première, située au-delà de la rue Adrien-Lesesne, a été ouverte en 1860, et la seconde en 1872.
L'aménagement de la partie neuve du cimetière a entrainé le détournement du chemin des Poissonniers qui marquait la limite entre les communes de Saint-Ouen et Saint-Denis. De ce fait la partie nord-est du cimetière se trouvait sur la commune de Saint-Denis jusqu'à ce que les limites actuelles entre les deux communes soient fixées au milieu du XXe siècle sur le nouvel itinéraire de la rue.
Le 30 janvier 1918, durant la Première Guerre mondiale, une bombe lancée d'un avion allemand explose dans le cimetière parisien de Saint-Ouen.
Dans la nuit du 20 au 21 avril 1944, le cimetière est touché par un bombardement aérien allié visant le dépôt de La Chapelle. La tombe d'Alphonse Allais est pulvérisée.
La conservation du cimetière parisien de Saint-Ouen possède une annexe, le cimetière parisien de la Chapelle.

## Personnalités inhumées au cimetière parisien de Saint-Ouen
- Henri Albers (1866-1926)
- Alphonse Allais (1854-1905), écrivain[4]
- Jenny Alpha (1910-2010), artiste doyenne des comédiennes françaises
- Andrex (André Jaubert 1907-1989), chanteur
- Mireille Balin (1909-1968), actrice[5],[4]
- Ginette Baudin (1921-1971), actrice
- Léon Belières (1880-1952) acteur
- Gabrielle Berrhagorry-Suair (1866-1942) peintre
- Paul Biva (1851-1900) artiste peintre
- Carles Casagemas (1880-1901), peintre et ami intime de Pablo Picasso qui s'est donné la mort à Montmartre à la suite de son amour avec l'artiste Germaine Pichot
- Georges L. Castelain (1883-1949), ouvrier du textile, qui contribua à créer en 1929 la Société des meilleurs ouvriers de France.
- Léo Campion (1905-1992), anarchiste et franc-maçon
- Pierre Chapelle (1876-1927), homme de lettres et compositeur, parolier
- Alexandre Charpentier (1856-1909), sculpteur, médailleur, ébéniste et peintre (10e division)
- Denise Clair (1916-1970), actrice
- Georges Clère (1829-1895), sculpteur (6e division)
- René Collamarini (1904-1983), sculpteur
- Gérard Darrieu (1925-2004), acteur
- Maxime Dastugue (1851-1909), artiste peintre (7e division)
- Daubray né René Michel Thibault (1837-1892), acteur et chanteur d'opérette
- Suzanne Dehelly (1902-1968), actrice
- Henri Demesse (1854-1908), romancier
- Lucienne de Méo (1904-1930), cantatrice
- Germaine Dermoz (Germaine Deluermoz : 1888-1966), actrice (9e division)
- Hector Dufranne (1870-1951), baryton-basse, chanteur à l’Opéra-Comique
- François-Joseph Dupressoir (1800-1859), peintre et lithographe
- Henri Fursy (1866-1929), journaliste, auteur dramatique et chansonnier montmartrois (11ème division)
- Louis Ganne (1862-1923), compositeur
- Léon Giran-Max (1867-1927), artiste peintre français (28e division)
- David Girard (1959-1990), homme d'affaires, écrivain, personnalité de la radio et entrepreneur du milieu homosexuel parisien.
- Eugène Godard (1827-1890), aérostier de l’Empereur
- Eugène Godard II (1864-1910), ingénieur et aérostier
- Marcelle Géniat (1881-1959), comédienne
- Mona Goya (1909-1961), actrice
- Roger Grava (1922-1949), footballeur
- Albertine Hottin (1851 - 1906), éphémère compagne du révolutionnaire russe Sergueï Netchaïev. Fosse commune, division 27, ligne 17
- Danièle Huillet (1936-2006), réalisatrice de cinéma dit d'auteur (15e division)
- Georges Joubin (1888-1983), peintre
- Iza de Kwiatkowska (1870-1928), sculptrice polonaise
- Hubert Lagardelle (1874-1958), syndicaliste et ancien ministre du Travail
- Lily Laskine (1893-1988), harpiste
- Lassouche né Pierre-Jules, baron Bouquin de La Souche (1828-1915), acteur
- Charles-Auguste Lebourg (1829-1906), sculpteur (32e division)
- Victor Lejal (1863-1916), chanteur de café-concert
- Gustave Lemoine (1902-1934), aviateur
- Suzanne Lenglen (1899-1938), championne de tennis
- Jean Lenoir (Jean Neuburger : 1891-1976), auteur compositeur
- Louis Leplée (1883-1936), directeur de salle de spectacle (8e division)
- Charles Lorrain (Charles Ruault : 1873-1933), acteur (5e division)
- Léo Noël (1914-1966), chanteur et animateur du cabaret L'Écluse
- Raymond Moritz (1891-1950), peintre et illustrateur
- Antonine Odérieu (1857-1908), peintre de miniatures
- John O'Sullivan (1877-1955), ténor irlandais
- Jean-Baptiste Olive (1848-1936), peintre marseillais
- Pierre-Jacques Pelletier (1867-1931), peintre français
- Xavier Privas (Antoine Paul Taravel : 1863-1927), chansonnier[4]
- Antoine Renard (1825-1872), artiste lyrique
- Rafael Ruiz (1908-1998) contrebassiste et fan d’opéra cubain
- Louis Ulysse Souplet (1819-1877), peintre
- Jane Sourza (1902-1969), actrice (9e division)
- Jean-Marie Straub (1933-2022), réalisateur (15e division)
- Émile-Alexandre Taskin (1853-1897), chanteur de l'Opéra Comique
- Jacques-Alphonse Testard (1810-1875) peintre français
- Jean Tissier (1896-1973), comédien
- Suzanne Valadon (1865-1938) et André Utter (1886-1948)[4], peintres

## Galerie

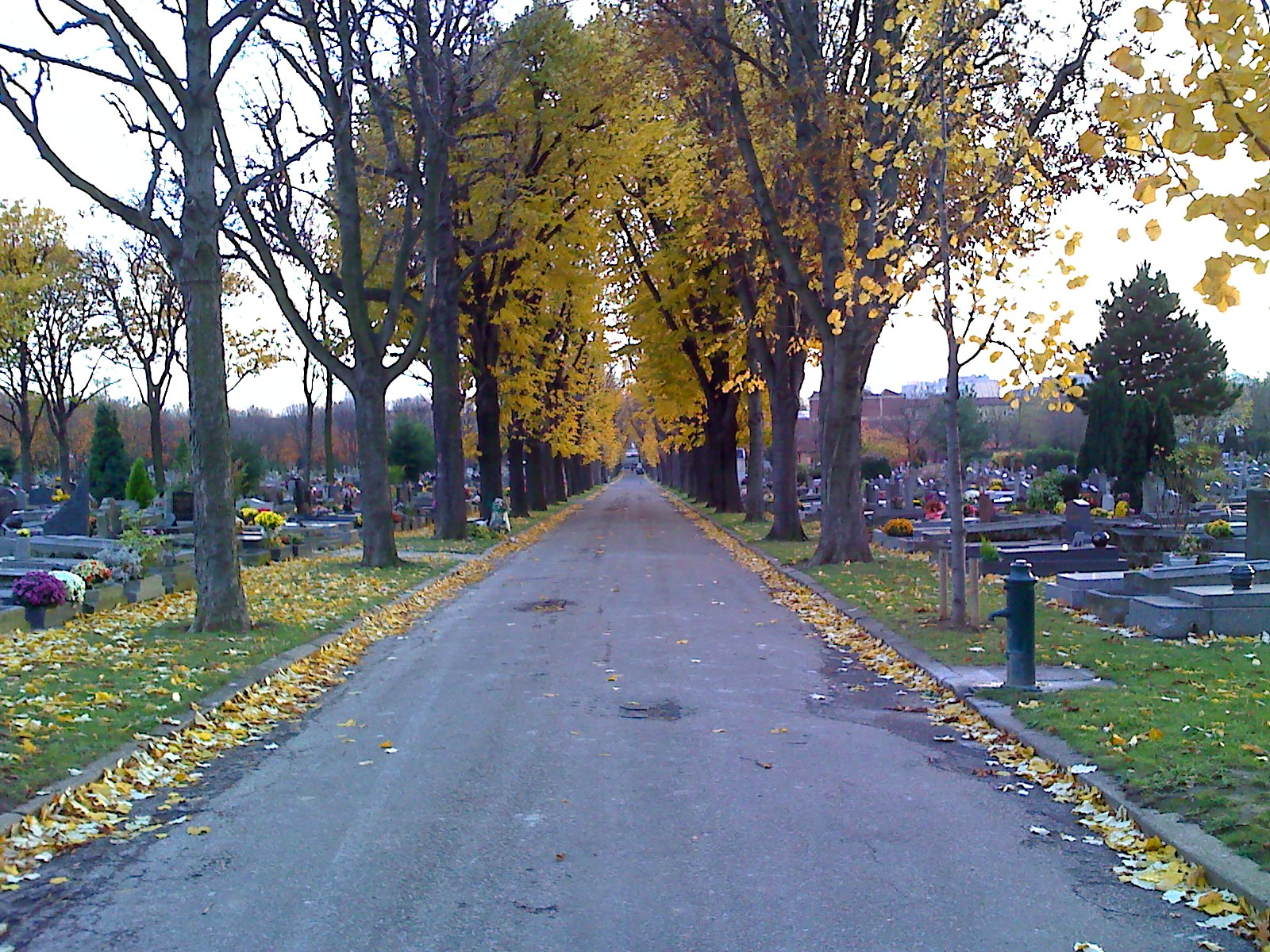
Avenue de l'Ouest.
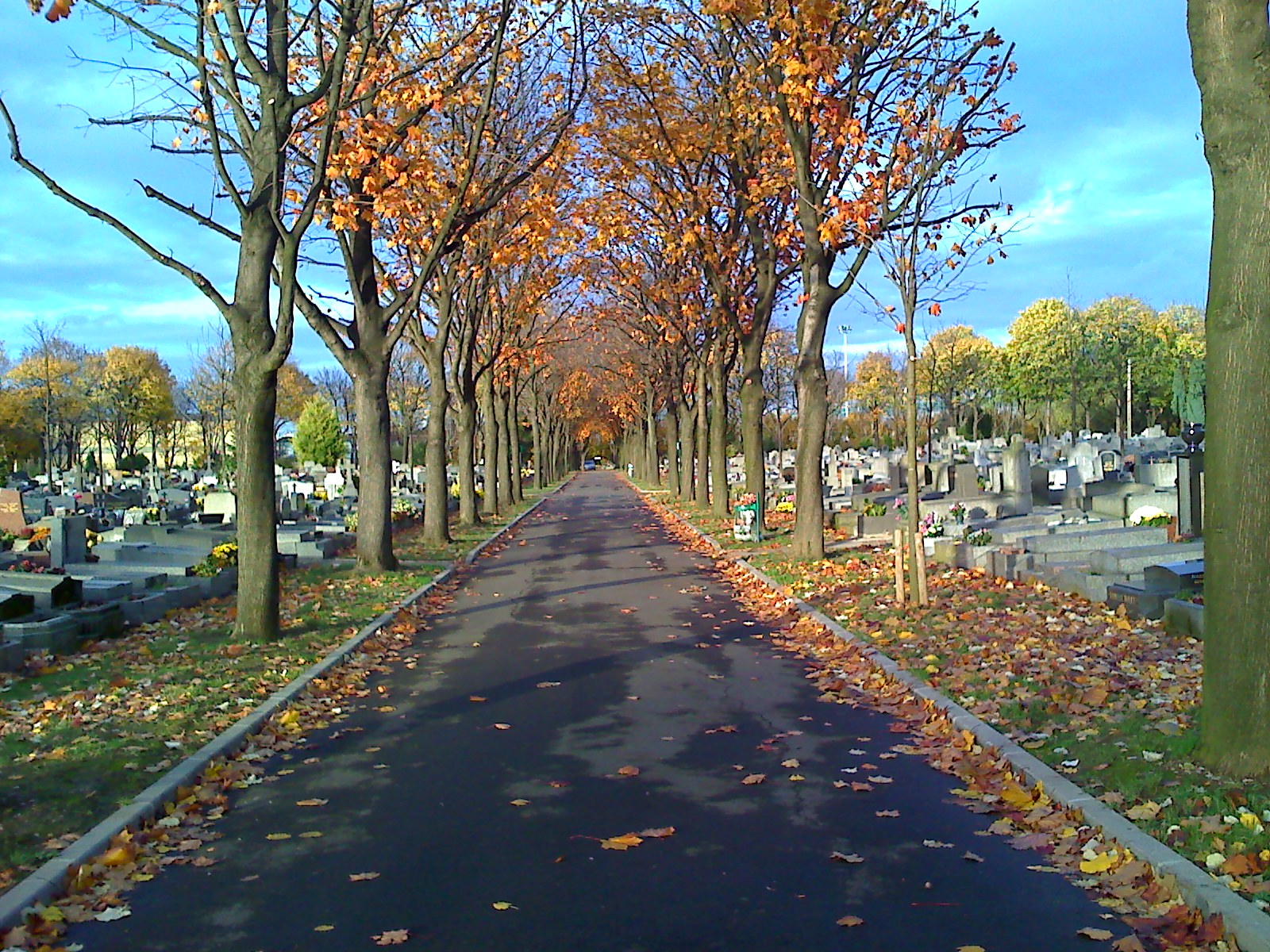
Avenue Transversale n° 2.
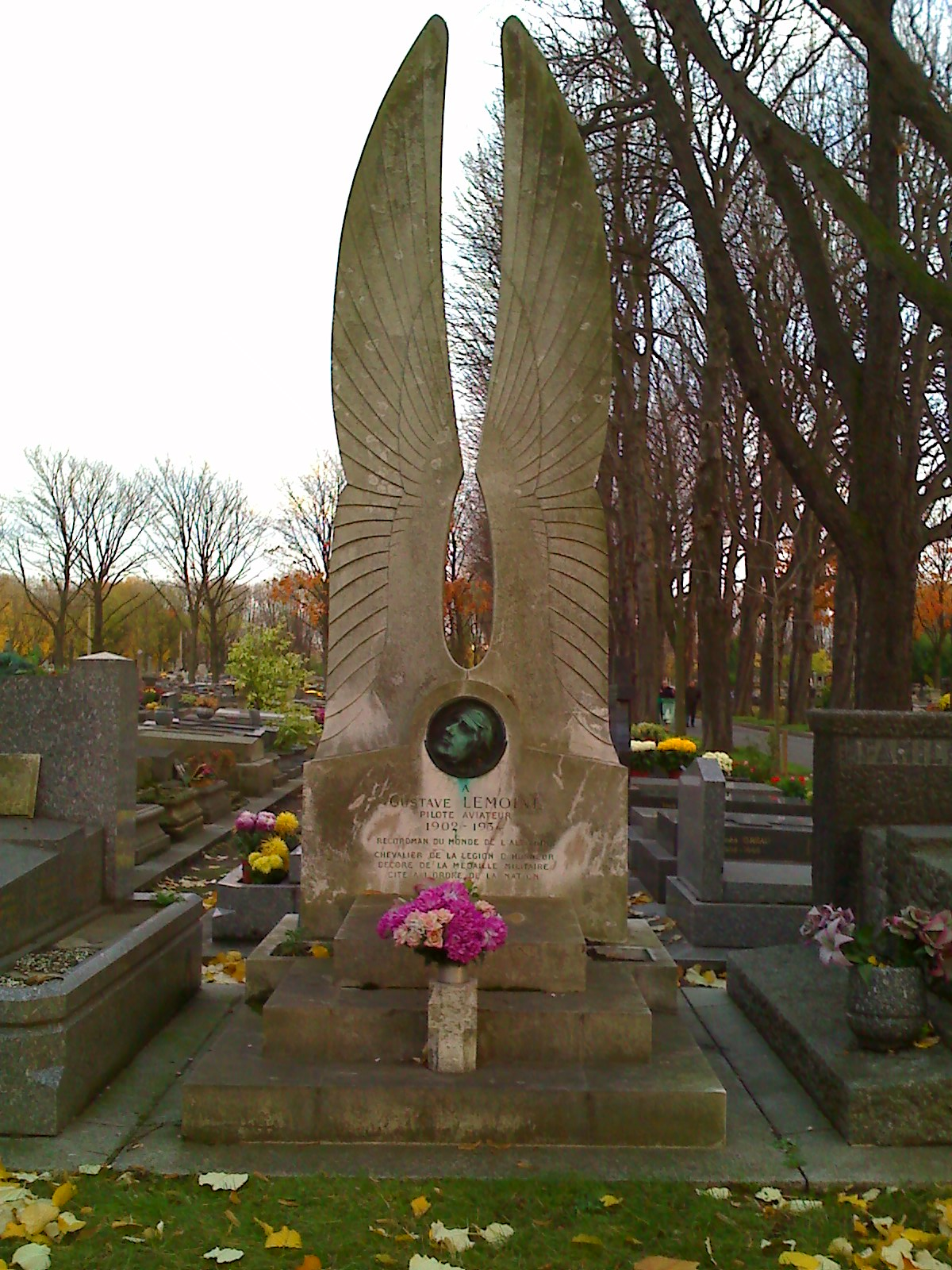
Tombe de Gustave Lemoine.
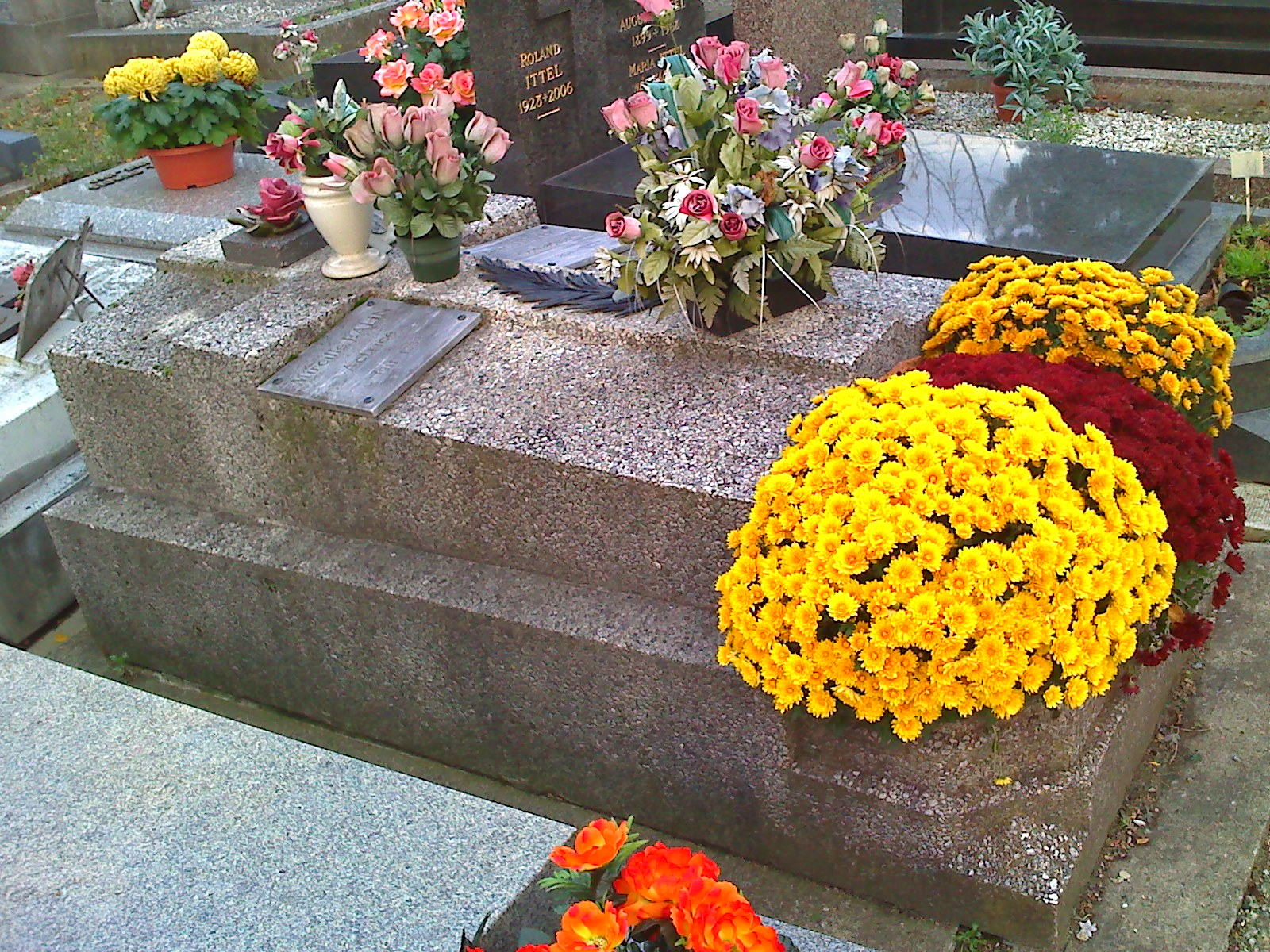
Tombe de Mireille Balin.